# The Book of Henry
The Book of Henry (bra: O Livro de Henry) é um filme de 2017 dirigido por Colin Trevorrow. Estreou no Festival de Cinema de Los Angeles em 14 de junho de 2017. A história diz respeito a um plano traçado por um jovem, morrendo de câncer, para salvar a vizinha do abuso.

## Elenco
- Naomi Watts - Susan Carpenter
- Jaeden Martell - Henry Carpenter
- Jacob Tremblay - Peter Carpenter
- Sarah Silverman - Sheila
- Dean Norris - Glenn Sickleman
- Lee Pace - David Daniels
- Maddie Ziegler - Christina Sickleman

## Recepção
O PostTrak relatou que o público deu ao filme uma pontuação geral positiva de 86% e uma "recomendação definitiva" de 65%. Caroline McVitty comentou em The Island Packet que o filme era um "que os críticos odeiam e o público adora".
No consenso do agregador de críticas Rotten Tomatoes diz que o filme "merece alguns pontos por sua ambição, mas seu ato de malabarismo tonal - e uma reviravolta profundamente sentimental - pode deixar os espectadores boquiabertos de descrença em vez de se sufocar em lágrimas."Na pontuação onde a equipe do site categoriza as opiniões da  grande mídia e da mídia independente apenas como positivas ou negativas, o filme tem um índice de aprovação de 22% calculado com base em 147 comentários dos críticos. Por comparação, com as mesmas opiniões sendo calculadas usando uma média aritmética ponderada, a nota alcançada é 4,1/10.
Em outro agregador, o Metacritic, que calcula as notas das opiniões usando somente uma média aritmética ponderada de determinados veículos de comunicação em maior parte da grande mídia, tem uma pontuação de 31/100, alcançada com base em 31 avaliações da imprensa anexadas no site, com a indicação de "revisões geralmente desfavoráveis".